# Préfecture d'Elbasan
La préfecture d'Elbasan (en albanais : Qarku i Elbasanit) est une préfecture d'Albanie. Sa capitale est Elbasan.
Elle est bordée par la Macédoine à l'est.

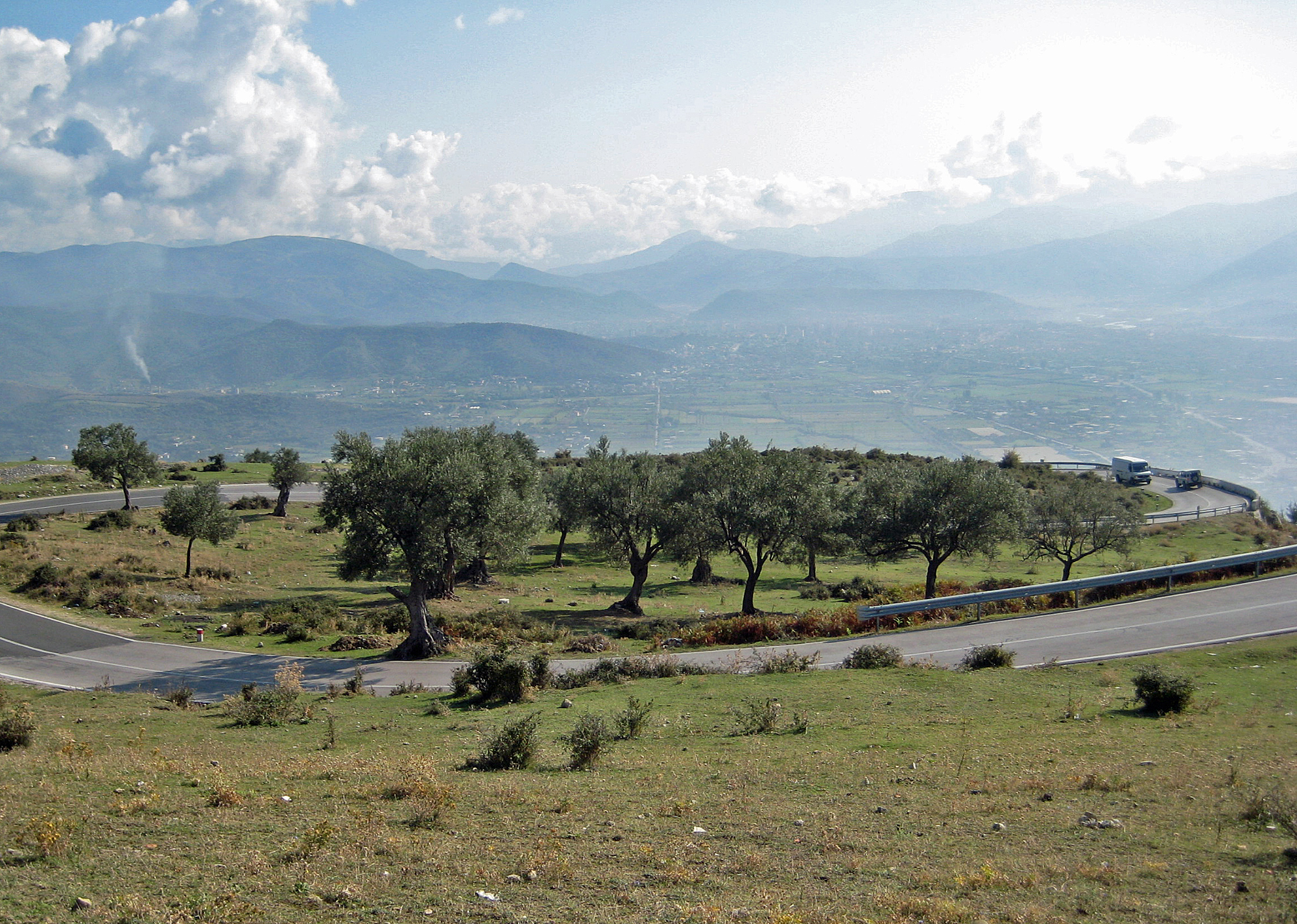
Vue du col de Krraba

## Districts
La préfecture d'Elbasan était sous-divisée en quatre districts : Elbasan, Gramsh, Librazhd et Peqin.
Mais depuis une réforme administrative en 2015, il n'y a plus de districts en Albanie.